# كارول إل. دنيس
كارول إل. دنيس (بالإنجليزية: Carol L. Dennis)‏ (1938)؛ مؤلفة، مُدرسة وروائية أمريكية.